# Pyrola sumatrana
Pyrola sumatrana är en ljungväxtart som beskrevs av H. Andres. Pyrola sumatrana ingår i släktet pyrolor, och familjen ljungväxter. Inga underarter finns listade i Catalogue of Life.